# スカイセンサー (ラジオ)
スカイセンサー（Skysensor）は、ソニー（SONY）製のポータブルラジオの中で一群を成すシリーズ名称。一般家庭用のラジオとして1970年代に製造販売され、AM放送とFM放送に加えて短波帯の受信機能を備えたほか、それまでの一般的ラジオには無い個性的な機能を持たせている。1974年頃に海外の放送局を受信して楽しむBCLが日本で一大ブームとなり、同時にスカイセンサーは絶大な人気を博した。

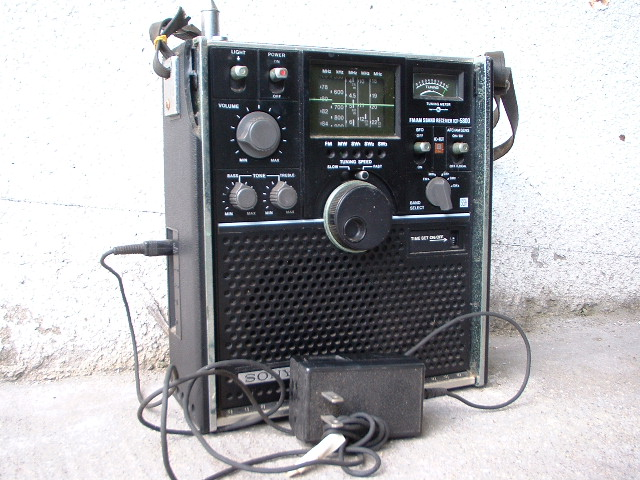

。

## スカイセンサー5900
特に1975年10月発売のスカイセンサー5900（ICF-5900）はBCLブームの真っ只中にソニーが満を持して投入したICF-5800の後継モデル。短波帯ではデュアル・コンバージョン（ダブルスーパーヘテロダイン）（1st IF：10.7MHz、2nd IF：455kHz）の構成を取り、メインチューニングダイヤルは従来の糸掛け式ダイヤルをやめオールギアドライブ化。更に、250kHzステップのクリスタルマーカーと±130kHz可変のスプレッドダイアルの組み合わせによって、受信周波数をkHzの単位（目盛りは10kHz刻み）まで指定して直読み受信可能な「周波数直読（しゅうはすうちょくどく=当時のカタログコピー）」機能を持ち、他社の同クラスのラジオに無い特徴をいち早く備えた。
それまでの同クラスのラジオでは、周波数パネルの目盛りは概略値の表示にとどまり、たとえ受信したい放送局の周波数がわかっていても聴こえてくる電波をその“近似値”から手探りで選局しなければならず、とりわけ短波帯では実用上の難点となっていた。本機の選局精度は聴取目標の放送局に番組開始時間前から送信周波数に合わせて待つことができる水準で、「待ちうけ受信」と呼ばれた。聴取している放送が実際に目標とした放送局か否かは、通常番組冒頭に流される各放送局のインターバル・シグナルによって判別が付く。そのため放送開始時刻の先頭から聴取できる「待ちうけ受信」は放送局・番組判別に大きな効果があった。この周波数直読機能を搭載したスカイセンサー5900が発売後、パナソニックがクーガ2200、東芝がトライエックス2000といった周波数直読型モデルを発売してソニーを追随した。
こうした優れた選局性能を持つスカイセンサー5900ではあったが、いくつかの難点もあった。
ダブルスーパーヘテロダイン方式の採用により、周波数の安定度はシングルスーパーヘテロダイン方式が主流の従来のラジオよりは良好ではあった。しかし、LC発振に依拠するため、ある時間毎に周波数の微調整をする必要があった。また、スプレッドダイアルの可変幅が1st IFフィルタの帯域端に差し掛かるため、僅かではあるが両端部で受信感度の低下が見られた。
更に、短波受信時の1stIF回路には、専用のIF回路を増設せず、FM用のIF回路を共通使用し簡易的にイメージ周波数対策をしている。これにより、短波受信時の1stIF周波数はFM受信時と同じ10.7MHzとなっている。よって、この周波数を受信すると内部発振を起こしてしまう。この発振を回避するために、前モデルのスカイセンサー5800では受信できた短波放送バンド（25m）の一部である10.0～11.7MHzが、スカイセンサー5900では受信周波数帯から除外欠落されており、受信できない。後に発売されたスカイセンサーカセット5950(CF-5950)も同様に受信できない。
ただし、これらの問題は民生用短波ラジオとして安価に提供するための妥協点ともいえ、商品の人気とともに価格面の競争にさらされていたという事情が窺える。その後、水晶発振により周波数安定度に優れ、7セグメントディスプレイによる周波数デジタル表示も可能なPLLシンセサイザの技術が登場したため、周波数同調はこの回路に置き換えられることとなった。これにより事前に放送周波数へ数字を合わせておけば確実に待受受信ができるため、ダイヤルの誤差を修正しながら目的の放送局を探す、という趣味的な要素が失われる事になった。
BCLブームはまた「各社のラジオ開発・性能競争」という側面があったため、開発がひとつの終着点を迎えたことでブーム終焉の一つの要因にもなった。

## 機種一覧
スカイセンサー5400(ICF-5400) 1972年発売 ￥14,900
- この「ICF-5400」の型番の機種からスカイセンサーの称号が付けられている。

FMトランスミッターを内蔵していた。前年に発売されたICF-1100Dを改良・デザイン変更したモデルと思われ、つまみ類の配置等はほぼ同じである。
スカイセンサー5450(ICF-5450) 1974年発売 ￥17,500
“Better Reception”と銘打ってAFC回路・低高音独立トーン調節などを装備し、FM放送の音質向上を意識した設計。「BR」をデザインしたシンボルマークが付けられた。
スカイセンサー5500(ICF-5500) 1972年発売 ￥16,800
スカイセンサー第1弾(5400より発売は若干前）。FMトランスミッター機能搭載。当時としては斬新な縦型デザイン。ラウドネス機構搭載で小音量時も低音不足を補っていた。
スカイセンサー5500A(ICF-5500A) 1974年発売 ￥18,800
5500のマイナーチェンジモデル。 FMトランスミッターを内蔵していた。短波受信用NSBクリスタルを接続可能。
スカイセンサー5600(ICF-5600) 1974年発売 ￥20,500
5450と同じBRマークを付けた上級機。やはりFM放送の受信に主眼を置き、12cmの大口径スピーカーやチューニング用にヌルランプも搭載した珍しい機種。MPXアダプターとヘッドフォンを併用することでFMステレオ放送が楽しめた。多くのスカイセンサーシリーズにこの端子「MPX OUT」が搭載されている。 ※ステレオヘッドフォンアダプター(STA-50/STA-60)、MSステレオセンター　「MS-4000」
スカイセンサー5800(ICF-5800) 1973年発売 ￥20,800　
短波帯の受信周波数の上限を28MHzまでカバーした5バンド設計で、中央の同調ダイヤルはslowとfastの2段切替。BFO回路も搭載。この価格として完成度が高く日本国内で最も売れたBCLラジオ。通信機をイメージしたメカニカルなデザインになっている。
スカイセンサークオーツ(ICF-3000) 1974年発売 ￥49,800　
発売当時は珍しくて高価だったデジタルメカニカル表示のクォーツ時計によるタイマー機能を搭載した高価格モデル。ただし水晶発振は時計にのみ使用されており、クリスタルマーカー等受信回路に関わる機能はない。
スカイセンサー5900(ICF-5900) 1975年発売 ￥27,800　
日本中がBCLブームに沸く真っ只中で投入された、ICF-5800に続く後継機。短波帯の周波数を10kHz単位で直読可能にしたほか、デュアルコンヴァージョン（ダブルスーパー・ヘテロダイン）回路やオール・ギヤドライブ機構を搭載するなど、性能面の向上を図ったモデル。
ICF-5900W
同機の海外向け仕様（FMバンドの周波数が異なる）
スカイセンサー6000(ICF-6000) 1975年発売 ￥17,600
AM/FM、SW1&SW2の4バンド構成の防滴型屋外仕様。この機種は横方向に長い四角柱の筐体で設置安定性を重視している。メーカーが想定した用途は登山用、屋外スポーツ用のラジオであり、短波帯フルカバーや周波数直読機能、FMステレオ放送受信用端子「MPX OUT」等は省かれている。機能面では1970年に発売されたICF-111「SPORTS 11」の後継機種となる。
スカイセンサーカセット5950(CF-5950) 1976年発売 ￥56,800
ICF-5900をベースにして、さらにカセットレコーダを搭載したもの。このため筐体はかなり大型となっていた。
- これ以降は「ICF-xxxx」の型番の機種であってもスカイセンサーの称号は付けられていない。

## 主要装備
主要な装備や特徴を挙げる。全機種が一様に装備しているわけではない。
ロッドアンテナ
短波放送とFM放送を受信する際に使用する金属性の伸縮するアンテナ。スカイセンサーシリーズの特徴としてボタンもしくはレバーの操作でアンテナ先端部がポップアップする機構を備えていた（ICF-5500(A)、5600、5800、5900等）。ライバルとして対照的なパナソニック社クーガシリーズのロッドアンテナには見られない特徴。尚、中波放送の受信にはラジオ本体に内蔵されているバーアンテナを使用する。
外部アンテナ端子
ロングワイヤーアンテナ用と接地用のねじ止め端子。ラジオ本体は室内に置いても、外部アンテナを屋外に設置してラジオに接続、さらに接地端子を水道管（ガス管は危険なのでダメ）などに接続すると受信感度（アンテナゲイン）が向上する。
クリスタルポケット
NSBクリスタル（後述）を差し込み収容する蓋付きポケット。
シグナルメーター
受信した信号の強さを表示するメーター。周波数同調の目安にする。本体にはチューニングメーターと表示されていた。ソニー製ラジオでは針の指す方向は右側が最も信号が強く、逆にパナソニック製は左側が強い表示で対照的に設計されている。多くの場合「バッテリー残量メーター」としても機能する。
BFO
アマチュア無線のCWやSSBを受信して音声を聞きやすく復調する際にONにする。特にICF-5900のBFO回路は平衡型になっており、5800と比較すると復調される音量が大きく明瞭に聴こえる。　
AFC
FM受信用に装備された。長時間の受信で周波数が少しずつズレても、周波数自動追尾（実際は受信機側がずれているのだが）的機能で快適にFM放送が楽しめる。
ラウドネススイッチ（ICF-5500、5600）
ボリュームを絞っている時に高音と低音をラウドネス曲線を参考にした特性で自動補正して音量に対応した人間の聴覚特性に対応する機能。
オンオフタイマー
ゼンマイを用いた最大60分間タイマー。時間経過後に電源入り/電源断が選択可能。スカイセンサークオーツ(ICF-3000)にはこれに替わってクォーツ時計がタイマーを兼ねた。またライバルのパナソニック製クーガシリーズでは120分タイマーが装備されていた。
FMトランスミッター
FM送信機能。スピーカーをマイクロフォンに転用することでトランシーバーを構成し、近距離であれば2台の間で音声通話が可能。
イヤホンポケット
イヤホンを収納するための蓋付きポケットが本体側面に装備されていた。
ダイヤルライト
周波数表示窓のフィルムを裏側から照らしたり、シグナルメーターを照らす照明。ボタンを一度押すと一定時間点灯するメモリー機能を持つモデル（ICF-5500A、ICF-5600）もあった。
キャリングベルト
肩掛け用ベルト。
電源アダプタ
ACアダプタとも呼ぶ。家庭用100ボルトコンセントから6Vもしくは4.5Vの直流電流を得るための変圧整流装置。ラジオ本体に内蔵させた設計のメーカー（パナソニック等）もあるが、スカイセンサーシリーズでは本体に内蔵せずにこのアダプタを付属品とした。このためスカイセンサーを購入して初めて電源アダプタというものを知った人も多い。当時のソニー製電源アダプタは、本体は黒色で、表示プレートの印字色が6V型は緑色、4.5V型は青色のデザインになっていた。

## 別売り品
「アクセサリー」と称し、別売り品が用意されていた。
キャリングケース「LC-5800」、「LC-5900」
持ち運びによる傷から本体を守るビニール製のケース。ケースを装着したまま受信操作ができる。
ピロースピーカー「DE-25」
枕の下に挿入するスピーカー。イヤホン端子に接続する。
SW用逆L型アンテナ「AN-60」
単なるビニール線と碍子、アース棒のセットであった。
NSBクリスタル「CSR-1H（第一プロ用）」、「CSR-2H（第二プロ用）」
NSB（現在のラジオNIKKEI）の受信を容易にするために局部発振回路をLC発振に代わって水晶発振とするための専用水晶振動子。
シガーライター用電源アダプタ「DCC-127H（出力4.5V,6V, 7.5V用）」、「DCC-9（出力12V用）」
車の12Vシガーライターからラジオ用電源を得るためのDC-DC電源アダプタ。
耳かけ式イヤホン「ME-100」
ヘッドホンに採用されるオープンエア（後面解放）のユニットを使用。一般的なイヤホンのマグネチック式ではなくダイナミック式ユニットのため音質が良く、長い時間聞いても疲れず装着感の良いイヤホン。（赤色及び、青色の2色。）
ステレオアダプタ「STA-110,STA-110D,STA-110F」
スカイセンサー5500に外部スピーカーを1個増設する形で簡易的にFMステレオ放送を受信する装置。元来、ソリッドステート11シリーズラジオ　「TFM-110,TFM-110D,TMF-110F」用に製造され、外見も「TMF-110,TMF-110D,TMF-110F」とほぼ同じデザインの製品である。スカイセンサー5500の「DC OUT,MPX OUT,AUX IN端子」と接続することによりスカイセンサー5500のスピーカーを右スピーカー、「STA-110,STA-110D,STA-110F」のスピーカーを左スピーカーとして作動させてFMステレオ放送を受信する。
ステレオヘッドフォンアダプタ「STA-50」、「STA-60」
スカイセンサーはFMステレオ放送対応ラジオではないが、「MPX OUT」端子搭載モデルに本品を接続してステレオ・ヘッドホン「DR-7,DR-25,DR-35」等を使用してFMステレオ放送を受信する。
MSステレオセンター「MS-4000」
「MPX OUT」端子搭載モデルに本品を接続するとステレオ・ヘッドホン「DR-7,DR-25,DR-35」等の他、本体に装備された、2個のスピーカーでFMステレオ放送を受信する。
DCタイマー「TH-19」
スカイセンサー5900の「EXT TIMER IN端子」に接続し、設定した時刻に電源をON OFFできる。
FMワイヤレスマイク「CRT-17,CRT-18,CRT-100」（無指向性）、「CRT-24,CRT-200」（単一指向性）、「CRT-34」（単一指向性・無指向性切り替え可能）
音声をFM電波で飛ばし、スカイセンサー等で受信する。
トランスミッター「TMR-3」
ミキシング装置を搭載したFMトランスミッター。音声と音楽をミキシングしてFM電波で飛ばし、スカイセンサー等で受信する。飛距離は屋外見通しで約80m、屋内見通しで約40m。